# Le Raid (film, 2002)
Pour les articles homonymes, voir Le Raid.
Pour plus de détails, voir Fiche technique et Distribution.
Le Raid est une comédie française réalisée par Djamel Bensalah, tourné en 2002 au cinéma.

## Synopsis
À la suite d'un quiproquo, quatre jeunes de banlieue sont confondus avec des tueurs à gage et sont chargés de participer à un raid en Patagonie, aux côtés d'une randonneuse chevronnée qu'ils devront tuer pour empocher la somme de quatre millions de dollars.

## Fiche technique
Sauf indication contraire, les informations mentionnées dans cette section peuvent être confirmées par la base de données cinématographiques IMDb,  présente dans la section « Liens externes ».
- Titre : Le Raid
- Réalisation : Djamel Bensalah
- Scénario : Djamel Bensalah et Gilles Laurent
- Musique : Barry Adamson
- Direction artistique : Thierry Chavenon et Bettina von den Steinen
- Décors : Thierry Flamand
- Costumes : Thierry Delettre et Karen Muller Serreau
- Photographie : Pascal Gennesseaux
- Son : Lucien Balibar, Guillaume Sciama, Aymeric Devoldère
- Montage : Fabrice Rouaud
- Production : Patrice Ledoux et Samantha Berger[1]
  - Production déléguée : Patrick Batteux
  - Coproduction déléguée : Fabrice Guez
- Sociétés de production[2] : Gaumont, en coproduction avec Josy Films, Miroir Magique! et TF1 Films Production, avec la participation de Canal+
- Sociétés de distribution : Gaumont Buena Vista International (France) ; Les Films de l'Elysée (Belgique) ; Monopole-Pathé  (Suisse)
- Budget : 17 710 000 €[3]
- Pays de production :  France
- Langue originale : français
- Format[4] : couleur - 35 mm - 2,35:1 (Cinémascope) - son Dolby Digital
- Genre : comédie, action, aventures
- Durée : 94 minutes
- Dates de sortie :
  - Suisse romande : 20 mars 2002[5]
  - France, Belgique : 27 mars 2002[6]
- Classification[7] :
  - France : tous publics [8]
  - Belgique : tous publics (Alle Leeftijden)[6]
  - Suisse romande : interdit aux moins de 14 ans[9]

## Distribution
- Hélène de Fougerolles : Léonore de Segonzac
- Roschdy Zem : Sami
- Atmen Kelif : Yaya
- Loránt Deutsch : Tacchini
- Julien Courbey : Kader
- Josiane Balasko : madame Jo
- Maurice Barthélemy : Momo
- Gérard Jugnot : Carlito
- Didier Flamand : Lino
- Pascal Elbé : Mathias Morin, le présentateur télé
- Yves Rénier : général ONU
- Mouss Diouf : capitaine ONU
- Omar Sy : sergent ONU
- Axelle Laffont : Nathalie
- Sacha Bourdo : le laveur de pare-brises
- Marina Fois : la nourrice des enfants de Carlito
- Isaac Sharry : l'émir du Qatar
- Bing Yin : le Chinois
- Julie du Page : Cécilia Gautier, la journaliste
- François Dupuy : le concierge
- Charley Fouquet : Paméla
- Maurice Lamy : le tailleur de Carlito
- Laurent Olmedo : le Yougo
- François Trottier : le pilote
- George Aguilar : l'Indien dans sa pirogue (non crédité)
- Aleksey Maslov : le Russe
- Michel Ouimet : le commissaire
- Carole Sable : une équipière
- Gilles Ségurel : Bobby
- Louis Coeffier : le jumeau #1
- César Coeffier : le jumeau #2
- Austin B. Church : un membre de la Team White House (non crédité)

## Accueil

### Box-office
- Box-office Europe : 1 529 339 entrées[10]

## Production

### Tournage
- Lieux de tournage : Venezuela ; Studios d'Arpajon (Saint-Germain-lès-Arpajon, Essonne) ; Paris, Abbaye de Chaalis ; Bayou Gauche et Nouvelle-Orléans (Louisiane - États-Unis), Canada[11], L'Italie (Dolomites)

## Distinctions

### Récompenses
- Bidets d'Or 2003 : Bidet d'Or du réalisateur pour Djamel Bensalah[12].

## Autour du film
- Le directeur de la production Patrick Lancelot et le directeur de la photographie Bernard Lutic sont décédés lors de repérages en avion de la compagnie Travel Safe au Vénézuela[13], remettant temporairement en cause le projet.
- Le scénario est lui-même inspiré des Raid Gauloises[14], et a nécessité deux ans d'écriture.
- Deux ans de collaboration avec Gilles Laurent puis deux ans de construction de décors ont précédé le tournage, qui a duré six mois.
- L'actrice principale Hélène de Fougerolles a failli se noyer sur le tournage du film[15].